# Frottement
En physique, le frottement (ou friction) est une interaction qui s'oppose au mouvement relatif de glissement entre deux corps ou milieux en contact. Le frottement peut être étudié au même titre que les autres types de force ou de couple. Son action est caractérisée par une norme et une orientation, ce qui en fait un vecteur. L'orientation de la force (ou du couple) de frottement créé sur un corps est opposée au déplacement relatif de ce corps par rapport à son environnement. La force de frottement n'est pas conservative car, entre 2 points donnés, son travail dépend du chemin parcouru.
La science qui étudie le frottement entre solides est la tribologie. La tribologie est complexe par le fait que le frottement n'est pas dû à une interaction élémentaire, mais résulte de causes diverses, principalement des forces électromagnétiques et de l'interaction d'échange entre les atomes des surfaces en contact. 
En mécanique, le frottement sec entre deux corps peut être décrit par un coefficient de frottement qui exprime la force de frottement en fonction de la force d'appui, en définissant un cône de frottement autour de la normale à surface de contact. Le frottement sec statique détermine l'adhérence, qui s'oppose à l'initiation d'un mouvement. Lors d'un mouvement relatif, le frottement dissipe de l'énergie sous forme de chaleur. La minimisation des frottements permet d'améliorer de rendement énergétique d'un mécanisme. On parle de superlubricité quand le coefficient de frottement devient inférieur à 0,01. 

## Historique
L'omniprésence des frottements a longtemps conduit à ce qu'ils ne soient pas considérés comme des interactions mais comme des caractéristiques fondamentales de la nature. Ainsi, dans la physique aristotélicienne, on considérait que les objets ne pouvaient maintenir leur mouvement que si une force continuait à s'exercer sur eux. L'observation des mouvements astronomiques, pour lesquels l'influence des frottements est négligeable, amène à la remise en cause de cette physique et à l'établissement de la mécanique newtonienne.
Précurseur de l'étude du frottement, Léonard de Vinci en étudie les principes et élabore, en 1508, deux énoncés.
Le premier stipule que la force de frottement est proportionnelle à la charge, la charge signifiant ici la force qui comprime l'une contre l'autre les deux surfaces. Le second énoncé mentionne que la force de frottement est indépendante de l'aire de contact. 
En 1699, Guillaume Amontons tire les mêmes conclusions que Léonard de Vinci et fait une troisième découverte : le coefficient de frottement ne dépend pas de la vitesse.

## Caractéristiques physiques
On distingue deux principaux types de frottement :

### Frottement sec

Le frottement s'oppose au mouvement relatif entre les deux corps.

Le frottement sec est indépendant de la vitesse de glissement. Il se décompose en deux situations issues de la loi de Coulomb.

#### Frottement sec statique
Le frottement statique est une force (ou un couple) qui tend à garder un corps en état statique. 
Lorsqu'une force est appliquée sur un objet reposant sur une surface (considérée comme immobile), la composante parallèle à la surface de cette force est compensée par une force de frottement statique opposée, qui maintient l'objet immobile pour autant que la composante parallèle de la force appliquée ne dépasse pas une valeur maximale. L'observation expérimentale montre que, en première approximation, cette valeur maximale ne dépend que du poids apparent du corps et d'un coefficient de frottement statique, mais pas de l'aire de contact. Le coefficient de frottement statique, lui, dépend de la nature des surfaces en contact. Il détermine l'adhérence entre les deux corps.
Mathématiquement, le frottement statique {\displaystyle {\vec {f_{s}}}} est opposé à la composante tangentielle {\displaystyle {\vec {f}}_{\text{tangentielle}}} de la force appliquée, et son intensité est inférieure ou égale au coefficient de frottement statique {\displaystyle \mu _{s}} multiplié par le poids apparent {\displaystyle N} :
Dès que la force tangentielle dépasse la valeur maximale du frottement statique, l'objet se met à glisser, entraîné par la force appliquée.  
Le même raisonnement peut se transposer en termes de couple de frottement.

#### Frottement sec cinétique (ou dynamique)
« Frottement dynamique » redirige ici. Pour le phénomène astrophysique, voir Friction dynamique.
Lorsqu'un objet glisse sur une surface, la force de frottement est appelée frottement cinétique. Ce frottement tend à ralentir l'objet. L'observation expérimentale montre que, en première approximation, l'intensité du frottement cinétique varie en fonction du poids apparent de l'objet et du coefficient de frottement cinétique, mais pas de l'aire de contact ni de la vitesse.   Le coefficient de frottement cinétique, tout comme le coefficient de frottement statique, varie selon le type de matériaux en contact.
Mathématiquement, le frottement cinétique {\displaystyle {\vec {f}}_{c}} n'est plus nécessairement opposé à la composante tangentielle de la force appliquée (qui peut d'ailleurs devenir nulle), mais est opposé à la vitesse de l'objet, et son intensité est égale au coefficient de frottement cinétique {\displaystyle \mu _{c}} multiplié par le poids apparent {\displaystyle N}.
Le même raisonnement peut se transposer dans le cas de couple de frottement.

#### Superlubricité
La superlubricité est un état de surface caractérisé par un coefficient de frottement cinétique inférieur à 0,01 (1 %). La superlubrification est l'application d'un revêtement de surface superlubrique et fait actuellement l'objet de recherches.

### Frottement visqueux

Courbe de Stribeck.

Un frottement visqueux est une force (ou un couple) de frottement qui dépend de la vitesse relative des deux corps en mouvement. Il s'exprime différemment selon qu'il s'agisse du contact entre deux solides lubrifiés ou du déplacement d'un corps dans un milieu fluide.

#### Frottement visqueux de lubrification
Étant donné deux surfaces séparées par un liquide visqueux, le frottement suit une loi de Stribeck (image ci-contre).

#### Frottement ou traînée de frottement (ou friction) en mécanique des fluides
En mécanique des fluides, la traînée est la force qui s'oppose au mouvement d'un corps dans un liquide ou un gaz. Cette traînée se décompose en traînée de pression et traînée de friction (ou de frottement). Cette dernière est bien due à la friction des particules du fluides sur la surface du corps, même si, strictement parlant, la couche de fluide qui touche le corps n'est pas en mouvement par rapport à la surface du corps (on dit qu'elle le mouille). Cependant, si la couche de fluide qui est en contact direct avec le corps est immobile par rapport à celui-ci, elle tend par contre à être entraînée par la deuxième couche du fluide qui glisse sur elle (avec un frottement visqueux) : C'est cette force de frottement visqueux que la première couche va transmettre au corps.
En mécanique des fluides, l'étude du frottement visqueux est au cœur des recherches sur la couche limite, celle-ci régentant la traînée visqueuse. Par exemple, sur un Airbus, 45 % de la traînée aérodynamique vient de la friction de l’air sur les différentes surfaces de l’avion.
Bien que la traînée de friction soit localement un phénomène linéaire, elle se ramène, pour les ingénieurs, à un coefficient de friction établi en référence à la pression dynamique qui est proportionnelle au carré de la vitesse, ceci avec cependant une forte dépendance au Nombre de Reynolds qui préside au phénomène. On définit le coefficient de friction comme suit :
{\displaystyle C_{f}={\frac {T_{f}}{{\frac {1}{2}}\rho v^{2}}}}
définition où :
- {\displaystyle C_{f}} est le Coefficient de friction
- {\displaystyle {\rho }} est la masse volumique du fluide
- {\displaystyle {v}} est la vitesse de l'écoulement
- {\displaystyle {T_{f}}} est la partie de la traînée due à la friction
- {\displaystyle {{\frac {1}{2}}\rho v^{2}}} est la pression dynamique de l'écoulement

## Aire de contact réelle

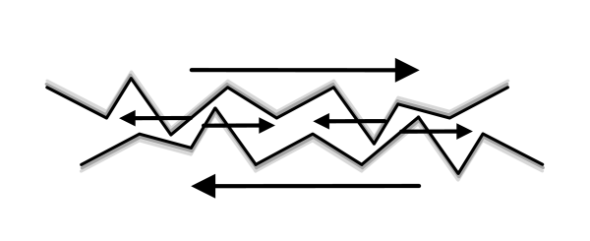
Les irrégularités des surfaces sont à la source du frottement.

Dans l'étude du frottement, il importe de distinguer l'aire réelle de contact de l'aire apparente de contact. Ainsi, même les objets polis, qui semblent parfaitement lisses, présentent de minimes irrégularités. Les plus hauts points de ces irrégularités, les aspérités, représentent souvent une très faible proportion de la surface totale. C'est cette petite partie, appelée aire de contact réelle, qui est véritablement en contact avec une autre surface et qui cause le frottement, et non l'aire totale de la face du corps, soit l'aire de contact apparente.

## Exemples
Les frottements interviennent dans la grande majorité des phénomènes physiques de la vie courante. Ils sont parfois exploités (par exemple pour le freinage, l’adhérence, le sciage, le polissage, le lavage, etc.), mais ils ont également des conséquences fâcheuses (usure, perte d'énergie et donc de rendement, échauffement, etc.) pour les êtres vivants et de nombreuses applications technologiques et économiques.

## Modification
Pour diminuer le frottement il est possible d'appliquer entre les deux surfaces concernées un lubrifiant ou d'utiliser un roulement mécanique qui transforme le frottement de glissement en un frottement de roulement beaucoup plus faible.
Pour augmenter le frottement, il est possible d'augmenter la rugosité des surfaces. C'est ce qui est fait avec le sablage des routes verglacées. 

## Mesure
Un tribomètre est un instrument qui mesure le frottement sur une surface.